# واسلاو بچواژ (وزنه‌بردار)
واسلاو بچواژ (چکی: Václav Bečvář؛ ۱۷ سپتامبر ۱۹۰۸ – ۱۹۷۸) وزنه‌بردار اهل چکسلواکی بود.
وی در مسابقات کشوری و بین‌المللی در مجموع برندهٔ ۱ مدال برنز شده‌است.